# 新加坡条约
新加坡条约，全称为《商标法新加坡条约》（英語：Singapore Treaty on the Law of Trademarks），2006年3月27日于新加坡订立，为商标注册和许可的程序方面制定了共同标准，2009年3月16日正式生效。至 2023 年 5 月，该条约已有 54 个缔约实体，其中包括 52 个国家以及非洲知识产权组织和比荷盧知識產權組織。